# جوزف کوگل
جوزف کوگل (انگلیسی: Joseph Cogels; ۱۴ ژانویهٔ ۱۸۹۴ – ۲۶ ژوئیهٔ ۱۹۷۸) ورزشکار ورزش تیراندازی اهل بلژیک بود.
وی در مسابقات کشوری و بین‌المللی در مجموع برندهٔ ۱ مدال نقره شده‌است.